# Georges Gosset
Pour les articles homonymes, voir Gosset.
Georges Gosset est un acteur, chansonnier et animateur radio français, né à Paris (11e) le 31 décembre 1906 et mort à Boulogne-Billancourt (Hauts-de-Seine) le 20 octobre 1980.

## Biographie
Georges César Honorat Gosset est le fils de Georges Amilcar Gosset (Le Sourd, Aisne 1878 - Paris 18e 1939), représentant de commerce, et de Jeanne Claire Eugénie Espuig (Saint-Prix, Seine-et-Oise 1885 - Paris 10e 1929) 
Artiste dramatique, acteur de cinéma (28 films) et de théâtre, chansonnier, animateur de radio; 'troubadour' de l'émission radiophonique 'On chante dans mon quartier' avec Jean de Granier de Cassagnac alias Saint-Granier dit 'Le Marquis' et François Chatelard dit 'Baladin'.
Il se marie deux fois : une première fois à Paris 16e le 27 décembre 1938 avec Renée Fernande Augustine Mutelot (Paris 10e 1909 - Boulogne-Billancourt 1977) ; veuf, il épouse à Paris 16e le 6 juin 1979 Nicole Marie Rose Tiller. 
Il est inhumé au cimetière parisien de Saint-Ouen (Seine-Saint-Denis).

## Filmographie
- 1939 : Le Grand Élan de Christian-Jaque
- 1939 : Le jour se lève de Marcel Carné - un agent
- 1941 : Les Inconnus dans la maison de Henri Decoin
- 1941 : La Symphonie fantastique de Christian-Jaque - Alexandre Dumas
- 1942 : Annette et la dame blonde de Jean Dréville
- 1942 : La Fausse Maîtresse de André Cayatte - Lavielle
- 1942 : L'Homme sans nom de Léon Mathot
- 1942 : Le journal tombe à cinq heures de Georges Lacombe
- 1942 : Monsieur La Souris de Georges Lacombe
- 1942 : Signé Picpus de Richard Pottier
- 1943 : L'aventure est au coin de la rue de Jacques Daniel-Norman
- 1943 : Béatrice devant le désir de Jean de Marguenat
- 1943 : L'Escalier sans fin de Georges Lacombe - Marcel
- 1943 : La Valse blanche de Jean Stelli - L'ami d'Hélène
- 1943 : Les Sapeurs-pompiers de Paris de Lucien Ganier-Raymond - court métrage -
- 1944 : Cécile est morte, de Maurice Tourneur - l'homme en tandem
- 1944 : Le Bossu de Jean Delannoy
- 1944 : Le Merle blanc de Jacques Houssin
- 1945 : Farandole de André Zwobada
- 1945 : Étrange Destin de Louis Cuny
- 1945 : Marie la misère de Jacques de Baroncelli
- 1946 : Monsieur Grégoire s'évade de Jacques Daniel-Norman - Albert Rochot
- 1946 : Ploum ploum tra la la / De porte en porte de Robert Hennion - Lui-même
- 1946 : Si cette histoire vous amuse de Marcel Martin - court métrage -
- 1947 : Fantômas de Jean Sacha - Burette
- 1948 : Mort ou vif de Jean Tedesco
- 1949 : Plus de vacances pour le bon dieu de Robert Vernay - Le patron du bistrot
- 1952 : Son dernier rôle de Jacques Daniel-Norman

## Théâtre
- 1947 : Mort ou vif de Max Régnier, mise en scène Christian-Gérard,   Théâtre de l'Étoile